# Colubrina macrocarpa
Colubrina macrocarpa là một loài thực vật có hoa trong họ Táo. Loài này được (Cav.) G.Don mô tả khoa học đầu tiên năm 1832.